# Collsuspina
Collsuspina település Spanyolországban, Barcelona tartományban. Lakosainak száma 389 fő (2024).

## Földrajza
Collsuspina Balenyà, Castellcir, Moià, Muntanyola és Tona községekkel határos.

## Népesség
A település lakosságának változását az alábbi diagram mutatja:
| Lakosok száma | 447  | 395  | 365  | 323  | 214  | 306  | 347  | 338  | 342  | 389  |
|               | 1857 | 1910 | 1945 | 1965 | 1991 | 2005 | 2010 | 2014 | 2019 | 2024 |